# مطار ميتشيل رومان الدولي
مطار ميتشيل رومان الدولي (إياتا: ROR، إيكاو: PTRO، معرف الموقع إف إيه إيه: ROR) هو المطار الرئيسي في بالاو. ويقع إلى الشمال مباشرة من آيراي في جزيرة بابلثياب (بابلداوب). ويبعد المطار 6 أميال (4 كم) من كورور و15 ميلا (25 كم) من ميلكيوك.
غير مجلس الشيوخ في بالاو الاسم في مايو 2006 من مطار بالاو الدولي إلى مطار ميتشيل رومان الدولي، تكريما لسياسي ورجل الأعمال الراحل ميتشيل رومان.

## المرافق والطائرات
تبلغ مساحة المطار 480 فدان (190 هكتار) على ارتفاع 176 قدم (45 متر) فوق مستوى سطح البحر. وله مدرج واحد 9/27 اسفلتي ذو سطح خرساني طوله 7،200 بنسبة 150 قدم (2،194 × 45 م).

## خطوط وشركات الطيران
| شركـات طيـران               | الوجهات                                                  |
| --------------------------- | -------------------------------------------------------- |
| Air Niugini                 | مطار بريزبان، مطار جاكسونز الدولي                        |
| طيران بالاو                 | مطار أنغاور، مطار بيليليو                                |
| Caroline Islands Air        | Yap                                                      |
| الخطوط الجوية الصينية       | مطار تايوان تاويوان الدولي                               |
| Pacific Missionary Aviation | مطار أنغاور، مطار بيليليو، Yap                           |
| الخطوط الجوية المتحدة       | مطار أنتونيو بي وان بات الدولي، مطار نينوي أكوينو الدولي |